# Про книги. Журнал библиофилов
«Про книги. Журнал библиофилов» — ежеквартальный иллюстрированный научно-популярный журнал, издаваемый в России и посвящённый старинным книгам, их изучению, а также вопросам истории библиофильства и проблемам книжного собирательства.

## История создания
Был задуман как преемник традиций библиофильской периодики начала XX века. Его предшественниками считаются журналы, издаваемые книготорговцем и коллекционером Н. В. Соловьевым, «Антиквар» (1902—1903) и «Русский библиофил» (1911—1916).
Редакционно-издательский совет журнала с 2008 года возглавляет председатель Национального союза библиофилов, глава Федерального агентства по печати и массовым коммуникациям М. В. Сеславинский.

## Содержание журнала
Сегодня журнал «Про книги» можно по праву считать настоящей энциклопедией библиофильской жизни XXI века. В каждом номере публикуются статьи о редких книгах, выпущенных как в России, так и за рубежом, уникальные архивные материалы, обзоры результатов московских аукционов и торгов русскими книгами на аукционах Европы и США, «библиофильские прогулки» по различным городам мира (Одесса, Флоренция, Берлин, Париж, Женева, Лондон, Оттава, Барселона). На страницах журнала нашёл своё отражение жанр «портреты библиофилов и любителей книжной старины»: интервью с литературоведом и библиографом Л. М. Турчинским, французским библиофилом Ренэ Герра, художником-графиком Д. Ю. Беккером, выдающимся российским математиком, известным библиофилом М. И. Башмаковым, фрагменты из воспоминаний народного артиста СССР О. В. Басилашвили мемуары сибирского библиофила Б. Н. Варавы, воспоминания о советском артисте и библиофиле Н. П. Смирнове-Сокольском, библиографе и издателе П. А. Ефремове, художнике книги Ф. С. Рожанковском.
Периодически выходят тематические номера, отражающие важные события в книжной культуре России, среди которых 130-летие со дня рождения А. А. Блока (2010, № 3), 200-летие со дня рождения Н. В. Гоголя (2009, № 1), а также выпуски, посвящённые памяти Н. С. Гумилёва (2011, № 4) и Н. П. Смирнова-Сокольского (2012. № 1), 200-летию Отечественной войны 1812 года (2012, № 3).
Авторами статей выступают члены Национального союза библиофилов, ведущие сотрудники российских библиотек (РГБ, РНБ), музеев, галерей, искусствоведы, историки книги, а также практики антикварно-букинистической торговли. Среди них учёный-книговед Е. Л. Немировский, библиофилы А. Л. Финкельштейн и О. Г. Ласунский, литературовед, исследователь русского футуризма А. Е. Парнис, классик отечественного графического дизайна, искусствовед В. Г. Кричевский. С журналом сотрудничают один из ведущих российских книжных графиков И. А. Сакуров и известный отечественный художник комикса А. Р. Аёшин.
Неподдельный интерес читателей вызвали опубликованные в журнале библиофильские анекдоты, проиллюстрированные замечательной российской художницей И. А. Дмитренко, и библиофильский комикс «Месть московского библиофила» (сценарий М. В. Сеславинского, рисунки А. Р. Аёшина).

## Медаль «За личный вклад в развитие отечественного библиофильства имени Н. П. Смирнова-Сокольского»
Совместно с Национальным союзом библиофилов журнал «Про книги» является учредителем медали «За личный вклад в развитие отечественного библиофильства имени Н. П. Смирнова-Сокольского». Медалью награждаются лица, внесшие большой вклад в пропаганду и развитие библиофильского движения в Российской Федерации.
Медальер В. Б. Ананьин создал настольную медаль по эскизу художника М. А. Иванова. Изготовлена медаль из томпака с серебрением в количестве 10 экземпляров. В комплекте награждённым вручается и фрачный серебряный с выборочным золочением значок.
Медалью были награждены выдающиеся библиофилы О. Г. Ласунский (Воронеж), В. А. Петрицкий (Санкт-Петербург), Л. И. Чертков (Москва) (2013 год), Я. И. Бердичевский (Берлин) (2014 год), В. А. Кислюк (Челябинск) (2015 год), В. В. Манукян (Санкт-Петербург) (2016 год), Л. А. Мнухин (Москва) (2017 год), Л. И. Юниверг (Иерусалим) (2018 год), М. В. Сеславинский (Москва) (2019 год).

## Журнал в филателии
К пятилетию журнала издательским центром «Марка» был выпущен художественный маркированный конверт, церемония гашения которого состоялась 5 сентября в рамках 25-й Московской международной книжной выставки-ярмарки.
Дизайн конверта был разработан О. Прядкиной. Тираж составил 500 тысяч экземпляров.